# Zagrosia
Zagrosia là một chi thực vật có hoa trong họ Asparagaceae.